# Хансен, Эссур
Эссур Хансен, (фар. Øssur Hansen; 7 января 1971, Тофтир) — фарерский футболист, тренер. Одно время совмещал пост тренера с карьерой футболиста в клубе «Б68».

## Карьера игрока
Эссур начинал свою карьеру в тофтирском «Б68». За команду он дебютировал в 16-летнем возрасте и до своего первого отъезда из клуба провёл 102 игры и забил 26 голов, выиграв один раз фарерское первенство. В 1994 году молодой игрок перешёл в датский «Вайле», но карьера там не сложилась: за полгода он провёл всего две встречи. До середины 1996 года Хансен снова выступал за «Б68», а затем полгода провёл в «Хернинге», где не сыграл ни единого матча. Затем несколько Эссур выступал в родной стране за «Б68», «Готу» и «Б36». Потом он перебрался в английский «Олдем Атлетик», где надолго не задержался и ни разу не выходил на поле. Далее последовало возвращение в Тофтир и последний в карьере Эссура отъезд за рубеж, в датский «Б93». В 2002 году он снова вернулся в родной «Б68», за который играет до сих пор, являясь живой легендой и символом тофтирского клуба.

## Тренерская карьера
С 2010 по 2012 год Эссур был главным тренером второй команды «Б68», «Б68 II». По итогам сезона-2012 «Б68» вылетел в первый дивизион, и команду покинул её главный тренер Билл МкЛеод Якобсен. Эссура назначили в качестве замены Биллу, однако он будет и выходить на поле, оставаясь единственным действующим футболистом в составе «Б68», выигрывавшим премьер-лигу в составе тофтирского клуба в далёком 1992 году.

## Карьера в сборной
Эссур дебютировал за сборную Фарерских островов в мае 1992 года в матче против сборной Норвегии. Всего за сборную он провёл 51 матч и отличился два раза. Свой последний матч за сборную Эссур сыграл в октябре 2002 года против сборной Германии.

## Голы за сборную
| # | Дата            | Место                                  | Соперник | Счёт | Результат | Соревнование         |
| - | --------------- | -------------------------------------- | -------- | ---- | --------- | -------------------- |
| 1 | 30 апреля 1997  | Национальный стадион, Та'Кали, Мальта  | Мальта   | 1-1  | 2-1       | Квалификация ЧМ-1998 |
| 2 | 3 сентября 2000 | Свангаскард, Тофтир, Фарерские острова | Словения | 2-2  | 2-2       | Квалификация ЧМ-2002 |

## Достижения
- Чемпион Фарерских островов: 1992
- Обладатель Кубка Фарерских островов: 1997